# امرلی
امرلی (به انگلیسی: Amreli) یک شهرک در هند است که در گجرات واقع شده‌است.

## خصوصیات
امرلی ۱۹۰٬۲۴۳ نفر جمعیت دارد و ۱۲۸ متر بالاتر از سطح دریا واقع شده‌است.